# Манмохан Сингх
Манмохан Сингх (на гурмукхи ਮਨਮੋਹਨ ਸਿੰਘ; на девенагари मनमोहन सिंह) е индийски политик от Индийския национален конгрес.
Той е основна фигура в икономическите реформи от 1990-те години и министър-председател на Индия от 22 май 2004 до 26 май 2014 г. След Джавахарлал Неру той е вторият премиер, преизбран за втори мандат, както и министър-председателят с третото най-дълго управление на Индия (след Джавахарлал Неру и Индира Ганди).